# Jean Dratz
Jean Dratz, né le 16 mars 1903 à Mont-Saint-Guibert (actuelle province du Brabant wallon) et mort le 12 octobre 1967 ou le 13 octobre 1967 à Uccle (province de Brabant, actuellement région de Bruxelles-Capitale), est un peintre, illustrateur, graveur et auteur de bande dessinée belge.

## Biographie
Jean Dratz naît le 16 mars 1903 à Mont-Saint-Guibert.
Il est le fils et l’élève du peintre et dessinateur Constant Dratz,. Il fait ses études de droit et de sciences économiques à l'Université libre de Bruxelles. Il a une prédilection pour les paysages aux lignes sobres, qui évoquent la précision d'une photographie ou le style graphique japonais, non sans une certaine mélancolie.
Les plateaux ardennais, la région vallonnée du Brabant, ainsi que le plat pays flamand et la région de la côte, ont inspiré son œuvre, considérable.
La précision dans le détail, le dessin clair, le sens de la couleur, l’atmosphère poétique et la profondeur des paysages font penser à Bruegel ou à De Saedeleer,,.
Il a aussi traité des impressions de voyage en France et en Italie.
Il décore les pavillons du Brésil et du Chili pour l'Exposition universelle de 1935 ainsi que le pavillon du Congo en 1958. Il crée également des décors de théâtre et décore des bars bruxellois.

### En bande dessinée
Dratz est illustrateur pour le magazine AZ et collaborateur de l'édition flamande de Bravo ! dans la seconde moitié des années 1930. Il réalise ses premières bandes dessinées pour ce magazine, dont De Avonturen van Mik en Mak et Duizend Mijlen Onder De Aarde. Dratz contribue en tant qu'illustrateur à Pro Juventute, une fondation pour le bien commun de la jeunesse, fondée en 1938 par le baron et philanthrope Louis-Jean Empain. Pour la première version du magazine jeunesse éponyme qui paraît entre 1939 et 1941, il signe les aventures de la ménagère Marie de 1939 à 1940, aux côtés d'autres illustrateurs comme Jacques Laudy et Edgar P. Jacobs. Au début de la guerre, Dratz réalise des caricatures antisémites pour Terre et Nation et La Nation belge.
Il devient directeur artistique de Bravo !. Son mandat au sein du magazine inspirera des périodiques d'après-guerre comme Tintin. En raison de la Seconde Guerre mondiale, il doit remplacer les bandes américaines par du matériel belge original. Il crée lui-même des séries de gags en demi-planches comme Petit Chéri, Céleste, Domestique Modèle et La Famille Grenouillard, mais il attire également des artistes comme Jacques Laudy, Edgar P. Jacobs, Raymond Reding ou Willy Vandersteen. Peu après la libération, il doit remplacer cette équipe par le duo Tenas-Rali, qui produira beaucoup de matériel pour Bravo !.
Il a parfois été surnommé le « Dubout belge ».
Caricaturiste et illustrateur réputé, il a fait partie de la « Mine Souriante », association de dessinateurs humoristiques belges. 
Il meurt le 12 octobre 1967 ou le 13 octobre 1967, à Uccle, à l'âge de 64 ans.

## Œuvre

### Illustrations
- Max Deauville, Arsène et Chrysostome, illustrations Jean Dratz, Éditions L'Églantine, 1931
- François Villon, Œuvres, illustrées par Jean Dratz, Éditions de la Nef d'argent, 1943.
- Jules Romains Knock ou le triomphe de la médecine, illustré par Jean Dratz, Éditions Terres Latines, 1965
- Gabriel Chevallier, Clochemerle, illustré par Jean Dratz, Éditions Terres Latines, imprimé en Belgique (s.d.)
- Dr. Julien Besançon Les Jours de l'homme, illustré par Jean Dratz, Éditions Terres Latines, imprimé en Belgique (s.d.)
- Dr. Julien Besançon Le Visage de la femme, illustrations de Jean Dratz, Éditions Terres Latines, imprimé en Belgique (s.d.).

### Expositions collectives
- La Bande dessinée en Belgique[13], Bibliothèque Albert Ier, Bruxelles, du 29 juin au 25 août 1968.

#### Livres
: document utilisé comme source pour la rédaction de cet article.
- Dictionnaire Arto[précision nécessaire]
- Jean Van Hamme, Introduction à la bande dessinée belge, Bruxelles, Bibliothèque royale de Belgique, 1968, 80 p., ill. ; 26 cm (lire en ligne), p. 17. [catalogue] publié à l'occasion de l'exposition La bande dessinée en Belgique, Bibliothèque Albert Ier, [Bruxelles], du 29 juin au 25 août 1968.
- Thierry Martens et Danny De Laet, Au-delà du septième art : pratique du cartoon en Belgique, Bruxelles, Ministères des Affaires étrangères, du Commerce extérieur et de la Coopération au développement de Belgique, coll. « Chroniques belges », 1979, 110 p., ill. ; 22 cm (présentation en ligne).
- Claude Moliterni, Histoire mondiale de la bande dessinée, Paris, P. Horay, 1989, 315 p., ill. ; 37 cm (ISBN 978-2705800970 et 2705801650, OCLC 300909966), p. 157 lire sur Google Livres
- Frans Lambeau, « Dratz (Jean) », dans Dictionnaire illustré de la bande dessinée belge sous l'Occupation, Bruxelles, André Versaille, 2013, 334 p., ill. ; 21 cm (ISBN 978-2-87495-140-4 et 2874951404, OCLC 851512115, présentation en ligne), p. 98.
- Frans Lambeau, « Dratz, Jean », dans Dictionnaire illustré de la bande dessinée en Belgique sous l'Occupation, Bruxelles, André Versaille, 2013, 334 p., ill. ; 22 cm (ISBN 978-2-87495-140-4 et 2874951404, OCLC 751043282, présentation en ligne), p. 98.